# Cattedrale di Elbląg
La cattedrale di San Nicola (in polacco: Katedra św. Mikołaja w Elblągu) è il principale luogo di culto della città di Elbląg, in Polonia, e cattedrale dell'omonima diocesi.